# Destanee Aiava
Destanee Gabriella Aiava (Melbourne, 10 maggio 2000) è una tennista australiana.

## Biografia
Aiava è nata a Melbourne, figlia di un neozelandese maori, Mark, e di una samoana, Rosie. Sua madre è stata una professionista di kickboxing e giocatrice di rugby che ha rappresentato la squadra nazionale australiana di rugby, mentre suo padre è stato un professionista di powerlifting. Nel 2005, all'età di quattro anni, Aiava ha guardato Serena Williams vincere la finale degli Australian Open ed ha preso ispirazione per iniziare a giocare a tennis.

## Junior
Nel 2012, all'età di 12 anni, Aiava ha rappresentato l'Australia al Roland Garros durante il Longines Future Tennis Aces Tournament. Competendo contro quindici delle migliori under 13 delle giocatrici femminili, Aiava si è conquistata il torneo ed ha vinto la possibilità di poter affrontare Steffi Graf in un incontro di esibizione. Negli anni seguenti ha giocato prevalentemente nel circuito junior. Nel 2014, ha vinto il Tecnifibre Tennis Central Championships e l'NZ ITF Summer Championships in Nuova Zelanda ed in più gli Australian International's a Queensland e Victoria. All'età di quattordici anni, ha vinto il torneo under 18 Canadian World Ranking Event giocato a Montréal, nel Québec. 

## Carriera
Nel circuito ITF ha vinto 10 titoli in singolare e 14 titoli in doppio. L'11 settembre 2017 ha raggiunto il best ranking mondiale nel singolare, con il 147º posto; il 27 maggio 2024 ha raggiunto il miglior piazzamento mondiale nel doppio, al 134º.
Dopo aver sconfitto Bethanie Mattek-Sands al primo turno del Brisbane International 2017, è diventata la prima tennista del nata nel terzo millennio a vincere un incontro del WTA Tour; successivamente, è diventata sempre la prima tennista del nata nel terzo millennio a partecipare in un Grande Slam agli Australian Open 2017.
Durante il Libéma Open 2019, giocato a Rosmalen, ottiene la vittoria più importante della sua carriera, sconfiggendo al primo turno la numero 10 del mondo Aryna Sabalenka con il punteggio di 7–6(3), 1–6, 6–4; in quel momento, Aiava occupava la posizione numero 214 della classifica.
Il 6 giugno 2025, vince il primo titolo WTA 125 della carriera al Lexus Birmingham Open di Birmingham nella categoria di doppio, battendo in finale, in coppia con la spagnola Cristina Bucșa, la britannica Alicia Barnett e la francese Elixane Lechemia con il punteggio di 6–4, 6–2.

## Vita personale
Nel 2022 stava per suicidarsi buttandosi da un ponte autostradale ma è stata salvata all'ultimo momento. Nel febbraio 2025 ha raggiunto la finale del torneo di Praga, ma dopo averla persa ed essersi complimentata con la vincitrice (la ceca Gabriela Knutson) ha dato in escandescenze davanti a un pubblico allibito, per poi annunciare l'intenzione di ritirarsi dal tennis a causa di "messaggi d'odio e di minacce di morte dopo ogni singola sconfitta" (la tennista ha anche oscurato i propri account sui social media).

## Circuito WTA 125

### Doppio

#### Vittorie (1)
| N. | Data          | Torneo                      | Superficie | Compagna       | Avversarie in finale            | Punteggio |
| 1. | 6 giugno 2025 | Birmingham Open, Birmingham | Erba       | Cristina Bucșa | Alicia Barnett Elixane Lechemia | 6–4, 6–2  |

## Statistiche ITF

### Singolare

#### Vittorie (10)
| Torneo $100.000 (0) |
| Torneo $80.000 (0)  |
| Torneo $75.000 (0)  |
| Torneo $60.000 (1)  |
| Torneo $50.000 (0)  |
| Torneo $40.000 (1)  |
| Torneo $25.000 (8)  |
| Torneo $15.000 (0)  |

| N.  | Data             | Torneo                                      | Superficie  | Avversaria in finale | Punteggio        |
| 1.  | 26 febbraio 2017 | Perth Tennis International, Perth           | Cemento     | Viktória Kužmová     | 6–1, 6–1         |
| 2.  | 26 marzo 2017    | Mornington Tennis International, Mornington | Terra rossa | Barbora Krejčíková   | 6–2, 4–6, 6–2    |
| 3.  | 15 aprile 2018   | Fuji Yakuhin Cup, Osaka                     | Cemento     | Rebecca Marino       | 6–3, 7–6(2)      |
| 4.  | 24 marzo 2019    | ACT International, Canberra                 | Terra rossa | Risa Ozaki           | 6–2, 6–2         |
| 5.  | 27 novembre 2022 | Traralgon International, Città di Latrobe   | Cemento     | Lizette Cabrera      | 6–3, 6(6)–7, 6–4 |
| 6.  | 20 agosto 2023   | Aldershot GB Pro Series, Aldershot          | Cemento     | Alex Eala            | 3–6, 6–4, 6–1    |
| 7.  | 8 ottobre 2023   | Cairns Tennis International, Cairns         | Cemento     | Lizette Cabrera      | w/o              |
| 8.  | 5 novembre 2023  | NSW Open, Sydney                            | Cemento     | Astra Sharma         | 6–3, 6–4         |
| 9.  | 13 ottobre 2024  | Cairns Tennis International, Cairns         | Cemento     | Maddison Inglis      | 6–2, 4–6, 7–5    |
| 10. | 17 novembre 2024 | Brisbane QTC Tennis International, Brisbane | Cemento     | Lizette Cabrera      | 7–6(4), 4–6, 6–3 |

#### Sconfitte (11)
| Torneo $100.000 (0) |
| Torneo $80.000 (0)  |
| Torneo $75.000 (0)  |
| Torneo $60.000 (3)  |
| Torneo $50.000 (0)  |
| Torneo $40.000 (0)  |
| Torneo $25.000 (6)  |
| Torneo $15.000 (2)  |

| N.  | Data              | Torneo                                        | Superficie  | Avversaria in finale | Punteggio        |
| 1.  | 20 marzo 2016     | ACT Clay Court International, Canberra        | Terra rossa | Eri Hozumi           | 3–6, 6–3, 6(3)–7 |
| 2.  | 25 settembre 2016 | Tweed Heads Tennis International, Tweed Heads | Cemento     | Lizette Cabrera      | 3–6, 7–5, 2–6    |
| 3.  | 5 novembre 2017   | Canberra Tennis International, Canberra       | Cemento     | Olivia Rogowska      | 1–6, 2–6         |
| 4.  | 25 marzo 2018     | ACT Clay Court International, Canberra        | Terra rossa | Dalila Jakupovič     | 4–6, 4–6         |
| 5.  | 23 settembre 2018 | Cairns Tennis International, Cairns           | Cemento     | Astra Sharma         | 6–0, 6(5)–7, 1–6 |
| 6.  | 9 febbraio 2020   | Launceston Tennis International, Launceston   | Cemento     | Asia Muhammad        | 4–6, 3–6         |
| 7.  | 23 febbraio 2020  | Perth Tennis International, Perth             | Cemento     | Maddison Inglis      | 4–6, 6(4)–7      |
| 8.  | 25 luglio 2022    | Caloundra International, Caloundra            | Cemento     | Talia Gibson         | 6(4)–7, 4–6      |
| 9.  | 31 luglio 2022    | Caloundra International, Caloundra            | Cemento     | Talia Gibson         | 4–6, 2–3 rit.    |
| 10. | 18 settembre 2022 | Darwin Tennis International, Darwin           | Cemento     | Alexandra Bozovic    | 1–6, 4–6         |
| 11. | 23 febbraio 2025  | Winter Prague Open, Praga                     | Cemento (i) | Gabriela Knutson     | 4–6, 6–3, 5–7    |

### Doppio

#### Vittorie (14)
| Torneo $100.000 (1) |
| Torneo $80.000 (0)  |
| Torneo $75.000 (0)  |
| Torneo $60.000 (3)  |
| Torneo $50.000 (0)  |
| Torneo $40.000 (1)  |
| Torneo $25.000 (9)  |
| Torneo $15.000 (0)  |

| N.  | Data              | Torneo                                           | Superficie  | Compagna           | Avversarie in finale                | Punteggio        |
| 1.  | 27 settembre 2019 | Darwin Tennis International, Darwin              | Cemento     | Lizette Cabrera    | Alison Bai Jaimee Fourlis           | 6–4, 2–6, [10–3] |
| 2.  | 4 ottobre 2019    | Brisbane QTC Tennis International, Brisbane      | Cemento     | Naiktha Bains      | Alison Bai Paige Hourigan           | 6–3, 6–3         |
| 3.  | 11 giugno 2021    | Internacional Brezo Osuna Trofeo Arcadis, Madrid | Cemento     | Olivia Gadecki     | Mana Ayukawa Han Na–lae             | 6–3, 6–3         |
| 4.  | 5 novembre 2022   | NSW Open, Sydney                                 | Cemento     | Lisa Mays          | Alexandra Osborne Jessy Rompies     | 5–7, 6–3, [10–6] |
| 5.  | 27 novembre 2022  | Traralgon International, Città di Latrobe        | Cemento     | Katherine Westbury | Priska Madelyn Nugroho Ankita Raina | 6–1, 4–6, [10–5] |
| 6.  | 11 febbraio 2023  | Caterpillar Burnie International, Burnie         | Cemento     | Naiktha Bains      | Lily Fairclough Olivia Gadecki      | 6–3, 7–5         |
| 7.  | 5 agosto 2023     | GB Pro Series Foxhills, Ottershaw                | Cemento     | Rutuja Bhosale     | Talia Gibson Petra Hule             | 6–2, 6–3         |
| 8.  | 18 agosto 2023    | Aldershot GB Pro Series, Aldershot               | Cemento     | Sarah Beth Grey    | Erina Hayashi Saki Imamura          | 6–4, 6–3         |
| 9.  | 16 settembre 2023 | Perth Tennis International, Perth                | Cemento     | Maddison Inglis    | Misaki Matsuda Naho Sato            | 6–1, 6–4         |
| 10. | 23 settembre 2023 | Perth Tennis International, Perth                | Cemento     | Maddison Inglis    | Talia Gibson Taylah Preston         | 6–3, 7–6(3)      |
| 11. | 14 ottobre 2023   | Cairns Tennis International, Cairns              | Cemento     | Taylah Preston     | Roisin Gilheany Alicia Smith        | 7–6(5), 7–5      |
| 12. | 4 novembre 2023   | NSW Open, Sydney                                 | Cemento     | Maddison Inglis    | Kyōka Okamura Ayano Shimizu         | 6–0, 6–0         |
| 13. | 18 maggio 2024    | Open Villa de Madrid, Madrid                     | Terra rossa | Eleni Christofi    | Andrea Gámiz Eva Vedder             | 6–3, 2–6, [10–5] |
| 14. | 17 novembre 2024  | Brisbane QTC Tennis International, Brisbane      | Cemento     | Maddison Inglis    | Yūki Naitō Ankita Raina             | 6–3, 6–4         |

#### Sconfitte (11)
| Torneo $100.000 (0) |
| Torneo $80.000 (1)  |
| Torneo $75.000 (0)  |
| Torneo $60.000 (5)  |
| Torneo $50.000 (0)  |
| Torneo $40.000 (0)  |
| Torneo $25.000 (5)  |
| Torneo $15.000 (0)  |

| N.  | Data             | Torneo                                                | Superficie  | Compagna          | Avversarie in finale                    | Punteggio           |
| 1.  | 17 agosto 2018   | Chang ITF Thailand Pro Circuit Nonthaburi, Nonthaburi | Cemento     | Naiktha Bains     | Wang Xinyu Wang Xiyu                    | 5–7, 7–5, [4–10]    |
| 2.  | 3 novembre 2018  | Canberra Tennis International, Canberra               | Cemento     | Naiktha Bains     | Ellen Perez Arina Rodionova             | 7–6(5), 3–6, [7–10] |
| 3.  | 24 marzo 2019    | ACT Clay Court International, Canberra                | Terra rossa | Ellen Perez       | Naiktha Bains Tereza Mihalíková         | 6–4, 2–6, [4–10]    |
| 4.  | 20 aprile 2019   | Dothan Pro Tennis Classic, Dothan                     | Terra verde | Astra Sharma      | Usue Maitane Arconada Caroline Dolehide | 6(5)–7, 4–6         |
| 5.  | 8 ottobre 2022   | Cairns Tennis International, Cairns                   | Cemento     | Lisa Mays         | Naiktha Bains Alexandra Bozovic         | 4–6, 4–6            |
| 6.  | 26 marzo 2023    | Canberra Claycourt International, Canberra            | Terra rossa | Olivia Gadecki    | Erina Hayashi Yuki Naito                | 6(2)–7, 5–7         |
| 7.  | 16 giugno 2023   | Open Arcadis Brezo Osuna, Madrid                      | Cemento     | Berfu Cengiz      | Makenna Jones Jamie Loeb                | 4–6, 7–5, [6–10]    |
| 8.  | 25 novembre 2023 | Brisbane QTC Tennis International, Brisbane           | Cemento     | Maddison Inglis   | Talia Gibson Priscilla Hon              | 6–4, 5–7, [5–10]    |
| 9.  | 2 marzo 2024     | Latrobe City Traralgon International, Traralgon       | Cemento     | Tenika McGiffin   | Yuki Naito Naho Sato                    | 1–6, 3–6            |
| 10. | 12 ottobre 2024  | Cairns Tennis International, Cairns                   | Cemento     | Alexandra Bozovic | Petra Hule Alana Parnaby                | 6–3, 2–6, [2–10]    |
| 11. | 3 novembre 2024  | NSW Open, Sydney                                      | Cemento     | Maddison Inglis   | Lizette Cabrera Taylah Preston          | 1–6, 6–3, [8–10]    |

## Vittorie contro giocatrici Top 10
| Stagione | 2019 | Totale |
| Vittorie | 1    | 1      |

| #    | Giocatrice      | Ranking | Evento                | Superficie | Turno | Punteggio        | Rank. DAR |
| ---- | --------------- | ------- | --------------------- | ---------- | ----- | ---------------- | --------- |
| 2019 |                 |         |                       |            |       |                  |           |
| 1.   | Aryna Sabalenka | 10      | Libéma Open, Rosmalen | Erba       | 1T    | 7–6(3), 1–6, 6–4 | 214       |